# マイエリア
マイエリアとは、かつてNTTドコモが提供していたフェムトセルを用いた個人契約者向けのネットワークサービスである。

## 概要
契約者の自宅に「FOMAフェムトセル」という超小型基地局を設置し、自宅専用のFOMAエリアを作るFixed Mobile Convergenceサービスである。FOMAフェムトセルはフレッツ光でIP接続し、フェムトセル（マイエリア）圏内のFOMA端末は高速回線を占有できるため、自宅最寄りの屋外基地局 (BTS) が遠方に有る等で充分な回線速度・品質が確保できない場合、快適な通信が可能となる。
もともと屋外基地局 (BTS) からの電波が届きにくい場所（超高層ビル・タワーマンションの高層階やビル陰・地下など）に対しては、ドコモによって専用線（光回線）接続による屋内基地局 (IMCS) やドコモレピータ（旧名称：FOMAレピータ）（PHSのホームアンテナ相当の増幅装置）の設置が進められてきたが、需要者数（運用コスト）や技術面の理由によってそれらの設置が難しい個人宅を対象に「FOMAフェムトセル」を使用するサービスとして開始されたものである。なお、前記同様の理由によりIMCSの導入が難しい小規模店舗やオフィス向けに「フェムトBTS」というフェムトセル超小型無線基地局や、接続範囲が広いIP接続の小型基地局「ピコBTS」を設置するソリューションも存在する。
フェムトセル装置は、特定無線局の一種として電波法施行規則第15条の2第2項第2号に規定する「屋内その他他の無線局の運用を阻害するような混信その他の妨害を与えるおそれがない場所に設置する基地局」であり、誰でもFOMAフェムトセルを置けるものではなく、申し込んだ顧客に対してドコモが屋外基地局等からの電波調査を行ったうえ、周囲の電波干渉などがおこらないと確認されたうえで超小形基地局を貸与する。
屋外基地局からの電波干渉を防ぐため、窓際に設置することは禁止される。
マイエリア（FOMAフェムトセル）の利用可能範囲（宅内）および接続可能端末は限定されているため、利用にあたっては事前にFOMA端末側で登録操作が必要となる。
最大4台まで同時接続が可能である。
類似サービスとしてIPセントレックスを応用した「ホームU」が先だって開始されているが、こちらは宅内での無線LAN通信によるため、対象機種がより限られる・通信料金が異なる・設置にあたり電波法令にかかる制約が無いといった相違点がある。

## サービス概要

### 対応機種
マイエリア対応機種として、2009年冬春モデル以降のドコモSTYLEシリーズ・PRIMEシリーズ等で「マイエリア推奨機種」が登場している。それ以外のFOMA端末（ドコモ スマートフォン・データ通信端末含む）においてもデュアルネットワークサービスのようにプッシュホンやiモードサイトでの操作によって利用可能な「マイエリアご利用可能機種」がある。但し、推奨機種以外ではイマスカ機能やフェムトセル優先在圏機能などは利用できない。

### 利用料金
利用料金は当初月額980円・ファミ割MAX50などの適用により月額490円であった。
2011年7月1日に料金が大幅に改定され、手数料無料・月額利用料は315円となる
。
ただしファミ割MAX50の適用対象外となる。

### 対応ブロードバンド回線
NTT東日本・NTT西日本のフレッツ光となる。すでに自宅でフレッツ光を利用している場合、回線ごとのセッション数上限に満たなければ、ドコモがマイエリア専用のセッションを別途用意し利用する。なお、セッション数上限であれば、追加したセッションを解約することによりマイエリアを利用できるようになる。他のブロードバンド回線を使用している場合はホームUと同様に、フレッツ光へ切替なければ利用できない。

### 関連機能
イマスカサービス
推奨機種において、自宅FOMAエリアに出入りした場合、通知相手にiモードメールで通知できる。また家族が自宅のエリアに入ったときにあらかじめ登録していたメッセージをiモードメールで通知することも可能となる。この機能については小型基地局を用いるOFFICEEDにおいて、類似サービスが存在する。
ホームU専用コンテンツ
推奨機種でフェムトセル在圏（マイエリア）からiモード接続した場合、ユーザー向けの専用コンテンツが閲覧できる。

## 沿革
- 2009年（平成21年）
  - 11月18日 - サービス開始[2]。
- 2011年（平成23年）
  - 7月1日 - 料金改定[1]。
- 2012年（平成24年）
  - 4月30日 - 新規契約受付を取り止め[3]。終了の理由として、8月31日終了予定の「ホームU」と同様の理由が挙げられている。サービス終了後も、屋外基地局からの電波が微弱もしくは圏外による事情で「FOMAフェムトセル」や「フェムトBTS」を戸別設置する用途においては別途継続される。
  - 9月30日 - サービス終了[4]。10月1日以降、自動的に解約となる。